# Minóa Pediáda
Minóa Pediáda (grec moderne : Μινώα Πεδιάδα, « Plaine minoenne ») est un dème situé dans la périphérie de la Crète en Grèce. Le dème actuel est issu de la fusion en 2011 entre les dèmes d'Arkalochóri, de Kastelli et de Thrapsano.